# Föreningen Sveriges Sändareamatörer
Die Föreningen Sveriges Sändareamatörer (kurz: SSA, deutsch „Vereinigung der schwedischen Sendeamateure“) ist die nationale Vereinigung der Funkamateure in Schweden.
Gegründet wurde die Vereinigung im Jahr 1925 mit dem Zweck, die Praxis des Amateurfunks und die dazugehörige Erforschung der Hochfrequenztechnik zu fördern. Die Hauszeitschrift der SSA heißt QTC. Der Titel entspricht dem Q-Code für „Ich habe ... Nachrichten für Sie.“ Sie erscheint monatlich und widmet sich den diversen Mitgliederaktivitäten, wie Amateurfunkwettbewerben, Aktionen wie SOTA und „DXpeditionen“, sowie den typischen Themen des Amateurfunks, wie Sende- und Empfangstechnik, Testberichte und Bauanleitungen zu Antennen.
Die SSA ist Mitglied in der International Amateur Radio Union (IARU Region 1), der internationalen Vereinigung von Amateurfunkverbänden, und vertritt dort die Interessen der schwedischen Funkamateure. Ferner ist sie Mitglied der Nordic Radio Amateur Union (NRAU), dem Dachverband der Amateurfunkverbände der nordischen Länder.
Anlässlich des 40. Geburtstags der schwedische Kronprinzessin Victoria stellte die SSA das Sonderrufzeichen SC4ØVIC aus.